# BNDES
Національний банк економічного та соціального розвитку (порт. Banco Nacional de Desenvolvimento Econômico e Social (BNDES)) – бразильський державний банк, один із найбільших у світі банків національного розвитку. Функції банку включають довгострокове фінансування виробничої та соціальної інфраструктури, протикризові інтервенції, підтримку середнього та малого бізнесу, інноваційних та екологічних технологій, просування бразильських компаній на світовий ринок.

## Історія
Заснований у 1952 для фінансування економічного розвитку Бразилії; спочатку був орієнтований на розвиток інфраструктури, але згодом почав інвестувати у промисловість та зовнішню торгівлю.
У 1971 з урядового агентства реорганізовано до державного банку, отримавши таким чином велику економічну свободу.
Група BNDES утворена в 1982 злиттям BNDES Participações (інвестиційного банку) та FINAME (торгового банку). Банк грав і продовжує відігравати значну роль у приватизації, прямо і опосередковано володіючи пакетами акцій приватизованих підприємств.
Основним джерелом наповнення капіталу є Казначейство Бразилії, але в травні 2018 банк провів своє перше розміщення облігацій на суму 1,7 млрд. бразильських реалів ($450 млн.).

## Діяльність
BNDES контролюється федеральним урядом Бразилії (підпорядкований Міністерству економіки). Вищим органом управління є наглядова рада, що складається з 11 членів; дев'ять із них — представники уряду, один представник співробітників банку, а також президент BNDES. Зарубіжні представництва є в Монтевідео (Уругвай), Йоганнесбурзі (ПАР) та Лондоні (Велика Британія).
Активи на кінець 2020 склали 783 млрд. реалів ($151 млрд.), з них 305 млрд. припало на видані кредити, 168 млрд. — міжбанківські позики, 106 млрд. — держоблігації, 65 млрд. — акції компаній, 97 млрд. — готівкові та короткострокові депозити.
З пакетів акцій у власності банку найбільш значущі Petrobras (8,07%, 30 млрд реалів), Vale (2,18%, 20 млрд реалів), Electrobras (16,15%, 9,3 млрд реалів), Copel (23, 96%, 4,7 млрд реалів), Klabin - Units (7,45%, 2,2 млрд реалів), Cemig (5,52%, 1,3 млрд реалів) .